# Полуденная (приток Чикмана)
Полуденная — река в России, протекает в Александровском районе Пермского края. Устье реки находится в 33 км по левому берегу реки Чикман. Длина реки составляет 24 км.
Исток находится к югу от горы Шелудяк (695 м НУМ, Средний Урал). В верхнем течении огибает с юга и запад гору Шелудяк, ниже течёт в северо-западном направлениях, течение носит горный характер. Притоки — Берёзовка (правый), Чёрный (левый). Всё течение реки проходит среди гор и холмов, покрытых таёжным лесом.

## Данные водного реестра
По данным государственного водного реестра России относится к Камскому бассейновому округу, водохозяйственный участок реки — Кама от города Березники до Камского гидроузла, без реки Косьва (от истока до Широковского гидроузла), Чусовая и Сылва, речной подбассейн реки — бассейны притоков Камы до впадения Белой. Речной бассейн реки — Кама.
По данным геоинформационной системы водохозяйственного районирования территории РФ, подготовленной Федеральным агентством водных ресурсов:
- Код водного объекта в государственном водном реестре — 10010100912111100007109
- Код по гидрологической изученности (ГИ) — 111100710
- Код бассейна — 10.01.01.009
- Номер тома по ГИ — 11
- Выпуск по ГИ — 1